# 童安格
童安格（1959年7月26日—），臺灣男歌手、詞曲作家、演員復興商工美工科畢業。父親為畫家童叟，1981年從軍中退伍。
童安格1985年出版首張個人專輯《想你》；同年第一次接觸戲劇，參加中視單元劇《風箏》。1989年第五張個人專輯《其實你不懂我的心》確立了童安格在港台乃至中國流行音樂界的地位，並成為“台湾四大天王”之一；同年第六張個人專輯《夢開始的地方》得到IFPI的白金唱片獎。1990年以歌曲《耶利亞女郎》得到香港無線電台十大勁歌金曲 “國語歌曲銀獎”。1991年在中國舉辦十場個人巡迴演唱會。1998年在加拿大溫哥華中文電台主持“童話安格”廣播節目。
歌唱帶來的成功，也給他的影視鋪出了道路，2000年出演電視連續劇《臥虎藏龍》。2003年出演電視連續劇《夢里花開》。2006年於北京展覽館劇場舉辦個人演唱會。

## 生平
1982年，童安格进入寶麗金唱片公司，從音乐制作助理開始發展音樂生涯，为幕前歌手创作歌曲；1983年以旅行者三重唱開始作小型演出。
1983年，为潘越云，费玉清，凤飞飞，刘文正等成名歌手创作歌曲，其中为黃鶯鶯於寶麗金唱片公司推出天使之戀專輯里的沙漠之足一曲為第二主打歌，為當年度最賣座專輯，童安格的創作才華開始受到注目。
自1985年推出個人首張專輯《想你》後，同年还首次主演电视剧《风筝》。凭着俊朗长相及儒雅气质，為臺灣少女崇拜對象之一。他在往後數年所推出專輯均在臺灣熱賣，凭着87年《跟我来》专辑获票选为该年最受欢迎男歌手，到89-92年成为他在全华语地区大红大紫年份，那几年的《耶利亚女郎》，《其实你不懂我的心》，及取材自创作歌手Carole King知名歌曲Will you still love me tomorrow而创作《明天你是否依然爱我》等作品更被多位华语知名歌手如罗文，谭咏麟，梅艳芳，张学友，巫启贤，王菲，蔡琴，刘德华，杨钰莹等改編或翻唱，可見其歌唱實力歷久不衰。
1989年6月，為了悼念六四事件遇難者，發佈歌曲《六月四日（我還活著）》，同時也發布了歌曲《歷史的傷口》。
1994年入围第6届金曲奖的最佳国语歌曲男演唱人奖，同年专辑则入围最佳演唱专辑奖。
童安格至 2007年已出版十四張專輯與精選集，屬臺灣1980-1990年代流行樂界重要的偶像創作歌手，擅作詞作曲，亦同為臺灣寶麗金唱片公司合約歌手。
1996年移民到加拿大，加上新加盟的点将唱片公司倒闭，暂时告别歌坛。
1997年再次入围第8届金曲奖最佳国语歌曲男演唱人奖。
2003年，于北京首都体育馆举办“哥们”演唱会。2006年11月4-5日於台北、11月11日於台中的國立中興大學，童安格與周治平共同舉辦「童周共聚」演唱會，並於 2007年2月25日晚間台灣公共電視錄影轉播。2007年2月14日推出《童周共聚演唱會LIVE》3CD，2007年3月16日發行《童周共聚—2006童安格&周治平演唱會》雙DVD。2007年1月於大陸推出《被遺忘的時光-32首國語經典情歌》 (2CD)。
2007年9月8日於新加坡的室內體育館，童安格與周治平共同舉辦「童周共聚」演唱會。
2021年2月，通过太合音乐官方微博发布新歌《画境》预告片。

## 为其他歌手创作
- 鳳飛飛

夏艷（作詞作曲）
- 徐小凤

一张倾心的脸 (作曲）
- 刘文正

想念 (作词作曲）
- 高凌风

阿里巴巴想念
- 黄莺莺

沙漠之足 (作词作曲），
漫长的等待 (作词作曲），
杂草之路 (作词），
画过彩虹（作曲），
转瞬间 (作词作曲），
难忘的 (作词作曲），
无法想像 (作词作曲），
来不及走进你心底 （作曲）
- 费玉清

此情永不留 (作词作曲）
- 潘越云

夜色 (作词作曲），
蓝色的回忆（作曲）
- 蔡琴

最后打烊的酒馆 (作曲）
- 郑怡

我们的爱 (作曲）,
给从前的爱 (作曲）
- 陈淑桦

愚昧的等候 (作词作曲）,
和你一样 (作曲）
- 姜育恒

一世情缘 (作曲），
让我好好爱你（作曲）
- 薛岳

浪漫的 (作词作曲）
- 张学友

夕阳醉了 （作曲）
- 林忆莲

明天是否爱我 （作曲）
- 张雨生

不是因为寂寞 (作曲)
- 潘美辰

写不完的爱 (作曲)
- 伊能静

我累了 (作曲)，
请相信我（作曲）
- 江淑娜

今生最痛的歌 (作词作曲）
- 于台烟

寂寞的脚印 (作曲）
- 辛晓琪

陌生的爱人 (作曲）
- 叶欢

夜街 (作曲）
- 郑婷

谁想轻轻偷走我的吻 (作曲）
- 王默君

让思念伴着我 （作曲）
- 高人杰

给我一点自由 (作词作曲）,
先生请问 (作曲）
- 李明依

是不是一定要我像你 (作曲）
- 翁倩玉

午后・情絲 (作曲）

## 音樂作品

### 專輯
| 出版日期 | 專輯名稱               | 曲目 |
| -------- | ---------------------- | --- |
| 1978年   | 《旅行者三重唱》       | 曲目 1. 城門城門雞蛋糕 2. 我不知道風向什麼地方吹 3. 花兒我願瞭解你 4. 相見歡 5. 成功的小舟 6. 蒙古牧歌 7. 青海青 8. 明朗的樂章 9. 愜意的情景 10. Our Cock Is Dead 11. California Dreaming |
| 1985年   | 《想妳》               | 曲目 1. 谁能预言 2. 想你 3. 爱能付出难收回 4. 矛盾的比喻 5. 情歌 6. 婷娜 7. 跟着我 8. 迷惑 9. 回首的梦 10. Medley |
| 1985年   | 《女人》               | 曲目 1. 女人 2. 旋转我 3. 不要分离 4. 再见夕阳 5. 水中的颜 6. 打字机 7. 日落之处 8. 给你一份惊喜 9. 矿汉 10. 奥斯汀的诡计 |
| 1986年   | 《我曾经爱过》         | 曲目 1. 我曾經愛過(給愛人) 2. 星月 3. 流逝的 4. 妙聽聞 5. 不是普通的笨 6. 夜歸漢(給爹地) 7. 柔情 8. 給你的生命 9. 努力就是希望 10. 少年路 |
| 1987年   | 《跟我来》             | 曲目 1. 跟我来 2. 最后一首歌 3. Only Love You 4. 轻气球 5. 你在想什么 6. 来跳舞 7. 朴克先生 8. 一生中的第一 9. 热浪 10. 灯 |
| 1987年   | 《童安格精選集》       | 曲目 1. 谁能预言 2. 想你 3. 婷娜 4. 女人 5. 不要分离 6. 水中的颜 7. 我曾经爱过 8. 不是普通的笨 9. 流逝的 10. 少年路 11. 跟我来 12. 你在想什么 13. Only Love You 14. 最后一首歌 |
| 1989年   | 《其實你不懂我的心》   | 曲目 1. 其實你不懂我的心 2. 讓生命等候 3. 明天你是否依然愛我 4. 飛雪 5. 別離歌 6. 忘不了 7. 乾燥花 8. 永遠不要說放棄 9. 看不清的未來 10. 愛讓世界更美 |
| 1989年   | 《夢開始的地方》       | 曲目 1. 梦开始的地方 2. 等我一起入梦 3. 今天的我 4. 六月四日（我還活著） 5. 耶利亚女郎 6. 诀别 7. 我在黑夜里 8. 借我一点爱 9. 开阔的心（世界不会小） 10. 我有多想你 |
| 1989年   | 《棒球與我》           | 曲目 1. 職棒元年 2. 小英雄 3. 投補之間 4. 邱先生 5. 胖歌 6. 謝謝你 7. 我們的寶貝(龍獅虎象「介紹曲」) 8. 裁判歌 9. 源治的故鄉 10. 小英雄(演奏版) 11. 職棒元年(演奏版) |
| 1990年   | 《花瓣雨》             | 曲目 1. 花瓣雨 2. 你我的愛只能擦肩而過 3. 晚歸的丈夫 4. 那一段日子 5. 把根留住 6. 塵埃 7. 愛情終究是一場難圓的夢 8. 無所謂的歌 9. 香水城 10. 愛的主題曲 11. 跨過彩虹 |
| 1990年   | 《忘不了精選集》       | 曲目 1. 耶利亚女郎 2. 明天你是否依然爱我 3. 忘不了 4. 我曾经爱我（给爱人） 5. 星月 6. 回首的梦 7. 梦开始的地方 8. 让生命等候 9. 其实你不懂我的心 10. 等我一起入梦 11. 想你 12. 柔情 13. 不要分离 14. 夜归汉（给爹地） |
| 1990年   | 《真爱是谁》           | 曲目 1. 黑白神情 2. 生命过客 3. 再见夕阳 4. 打字机 5. 旋转我 6. 我在黑夜里 7. 飞雪 8. 诀别 9. 真爱是谁 10. 开阔的心(世界不会小) |
| 1991年   | 《一世情緣》           | 曲目 1. 一世情緣 2. 此情永不留 3. 夜色 4. 傷感列車 5. 女人 6. 沙漠之足 7. 讓思念伴著我 8. 記憶由愛開始 9. 不必太在意 10. 回首的夢 |
| 1992年   | 《愛與哀愁》           | 曲目 1. 愛與哀愁 2. 好日岱 3. 玫瑰的謊言 4. 永恆的舞曲 5. 中國帆 6. 如煙往事 7. 留聲機戀曲 8. 我的心讓你牽 9. 全新中國城 10. 成吉思汗(演奏版) |
| 1994年   | 《現在以後》           | 曲目 1. 现在以后 2. 陪你到天亮 3. 谢谢最深爱的你 4. 心动 5. 整个世界只留下一盏灯 6. 风再吹起 7. 陪你走一程 8. 游戏人间 9. 情拥 10. 失意酒 |
| 1995年   | 《听海的歌》           | 曲目 1. 聽海的歌 2. 把愛放在心裡 3. 愛情城堡 4. Vino Vino 5. 飛 6. 三生三世 7. 思念 8. 邊緣 9. 無淚有傷 10. 晚宴 11. 牽掛 |
| 1995年   | 《謝謝最深愛的你》     | 曲目 1. 其實你不懂我的心 2. 女人 3. 我曾經愛過 4. 跟我來 5. 誰能預言 6. 那一段日子 7. 沙漠之足 8. 夢開始的地方 9. 婷娜 10. 不要分離 11. 留聲機戀曲 12. 玫瑰的謊言 13. 現在以後 14. 愛情終究是一場難圓的夢 15. 明天你是否依然愛我 16. 讓生命等候 17. 忘不了 18. 一世情緣 19. 耶利亞女郎 20. 愛與哀愁 21. 把愛放在心裡 22. 花瓣雨 23. 把根留住 24. 陪你到天亮 25. 風再吹起 26. 聽海的歌 27. 謝謝最深愛的你 |
| 1995年   | 《看未來有什麼不一样》 | 曲目 1. 淪陷愛情海 2. I Will Be Lonesome 3. 夢已遙遠 4. 看未來有什麼不一樣 5. 風起時 6. 羅莎蒂娜慕 7. 一個人去旅行 8. 讓愛做主 9. 我愛嘉年華 10. 唯獨有我 11. 永遠不再 |
| 1996年   | 《收留》               | 曲目 1. 收留 2. 為難 3. 別把我的心帶走 4. 像愛一樣 5. 我有一條河 6. 平凡 7. 從不為自己活 8. 毒藥 9. 忘年 10. 撕裂的風 |
| 2003年   | 《青春手捲》           | 曲目 1. 缺席 2. 第七年 3. 草原 4. 青春手捲 5. Blue Feather 6. 亮起來 7. 祭魂酒 8. How Do I Reverse Time 9. 鷹之戀 10. 當你聽見這首歌 11. 蹉跎 12. Appreciation(感激) |

## 主持作品
| 播出日期                                        | 頻道 | 節目           | 備註                                      |
| ----------------------------------------------- | ---- | -------------- | ----------------------------------------- |
| 1987年4月9日至1987年5月21日，每週四21:30～22:30 | 台視 | 《佛跳牆》     | 綜藝節目，與陶君薇主持，袁瓊瓊製作，共7集 |
| 1986年9月17日21:00～23:00                       | 中視 | 《千千夏日情》 | 千百惠電視專輯，與楓、千百惠主持，全1集   |

## 演出作品

### 電視劇
| 首播年份 | 首播平台 | 电视剧名称   | 角色   |
| -------- | -------- | ------------ | ------ |
| 1985     | 中视     | 《风筝》     |        |
| 1989     | 華視     | 《不了情》   | 高廷河 |
| 1993     | 華視     | 《秦俑》     | 蒙天放 |
| 1997     | 民視     | 《儂本多情》 | 陳聰明 |
| 2001     | 中視     | 《臥虎藏龍》 | 孟思昭 |
| 2001     |          | 《少林七嵌》 | 廖木俊 |
| 2003     |          | 《梦里花开》 | 傅天明 |